# Pseudolimnophila ebullata
Pseudolimnophila ebullata là một loài ruồi trong họ Limoniidae. Chúng phân bố ở miền Cổ bắc.